# La cicala (film 1919)
La cicala è un film muto italiano del 1919 diretto da Guglielmo Zorzi.